# Conrad Busken Huet

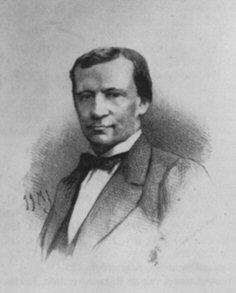
Conrad Busken Huet

Conrad Busken Huet (28 de diciembre de 1826, La Haya - 1 de mayo de 1886, París (59 años)) fue un crítico literario neerlandés.
Fue educado por la Iglesia y, después de estudiar en Ginebra y Lausana, fue nombrado pastor de la capilla valona en Haarlem en 1851. En 1863 los escrúpulos le obligaron a renunciar a su cargo, y después de intentar el periodismo, se fue a Java en 1868 como editor de un periódico. Antes, sin embargo, había comenzado su carrera como un polémico hombre de letras, aunque no fue hasta 1872 que se hizo famoso por la primera serie de sus Fantasías literarias, un título con el que poco a poco reunió en los sucesivos volúmenes. De todos sus trabajos, el más duradero fue como crítico. Su novela, Lidewyde, fue escrita bajo fuertes influencias francesas.
Regresado de las Indias Orientales, Busken Huet se retiró para el resto de su vida en París. Para el último cuarto de siglo fue el dictador reconocido en todas las cuestiones de literatura neerlandesa. Perfectamente honesto, deseoso de ser simpático, muy leído y carente de toda obstinación sectaria, Busken Huet introdujo en Holanda la luz y el aire de Europa. 
Dejó sus empresas para romper los estrechos prejuicios y la aún restringida libertad de sus paisanos, sin poner en peligro su influencia por una mera efusión de la paradoja. Fue un brillante escritor, que ha sido admirado en muchos idiomas, pero cuyas apariciones en una literatura tan rígida y muerta como la de Holanda en los años cincuenta fue deslumbrante como para producir una especie de asombro y estupefacción. La obra póstuma de Busken Huet se ha publicado, y añade a su impresión la vitalidad y la versatilidad de su mente. Además, los documentos utilizados por Peter Thaborita para su descripción de Pier Gerlofs Donia.